# Héros oubliés du rock'n'roll
les années sauvages du rock avant Elvis
Héros oubliés du rock'n'roll, les années sauvages du rock avant Elvis (titre original : Unsung Heroes of Rock N' Roll: The Birth of Rock in the Wild Years Before Elvis) est un essai de Nick Tosches paru en 1984 aux éditions Da Capo Press, réédité en 1990 et 1998. La traduction française de Jean-Marc Mandosio est parue aux éditions Allia, dans la collection Musique, en 2000  (ISBN 0-306-80891-9).
L'auteur y raconte, non sans  humour, l'histoire de ces chanteurs et musiciens de rhythm and blues qui, au cours des années 1940 et 1950, ont inventé le rock 'n' roll, bien avant la date officielle du 5 juillet 1954. Le livre se termine sur une discographie très complète de chacun des artistes évoqués.

## La thèse du livre
La naissance du rock'n'roll est généralement datée du 5 juillet 1954, lorsqu'Elvis Presley enregistra That's All Right (Mama), une reprise d'Arthur "Big Boy" Crudup, aux studios Sun à Memphis. Certains la situent quelques mois plus tôt quand Bill Haley enregistra Rock Around the Clock. D'autres prétendent que le rock fut inventé par le disc-jockey Alan Freed, pour son émission de radio en 1952. Sam Phillips (le patron des studios Sun) affirmait, quant à lui, l'avoir créé en 1951, le jour où il grava le disque de Jackie Brenston et Ike Turner, Rocket 88. Nick Tosches rétablit la vérité, en démontrant que le rock n'est pas apparu spontanément un jour précis, mais fut construit, au cours d'un long processus, par des dizaines d'artistes qui chacun séparément apportèrent leur pierre à l'édifice. À partir des années 1945/1950, ils sont nombreux les morceaux de rhythm and blues et de musique country qui mériteraient l'appellation  de « rock'n'roll ».
Tout d'abord, le terme « rock'n'roll » n'a pas été inventé par Alan Freed. Les mots « rock » (secouer) et « roll » (balancer) furent utilisés, ensemble ou séparément, bien avant les années 1950, par les artistes eux-mêmes, dans les textes de leurs chansons, ou pour désigner ce type de musique. En 1922, la chanteuse de blues Trixie Smith enregistra My Daddy Rocks Me (with one steady roll). En 1931 Duke Ellington grava Rockin' In Rhythm, un morceau de jazz, et les Boswell Sisters chantaient déjà une chanson intitulée Rock and roll en 1934, quant à Ella Fitzgerald, en 1937, elle chante Rock It For Me (en) (où l'on peut entendre cette fois encore associés les mots Rock and Roll). Dans les années 1940, l'expression gagna du terrain. Elle était utilisée dans des publicités pour qualifier la musique de Nat King Cole en 1944 (« royal rockin' rhythm ») et celle de Big Joe Turner en 1947 (« groovy rhythm that really rocks »). En 1946, sort Let the Good Times Roll de Louis Jordan et, en 1948, Good Rockin' Tonight de Roy Brown (repris par Elvis Presley en 1955). En 1949, Merrill Moore chante Rock and roll, un rhythm and blues frénétique. Et le terme est encore présent dans un très grand nombre de chansons de la fin des années 1940 et tout au long des années 1950.
Le rock'n'roll n'a pas été créé exclusivement par des Blancs ou par des Noirs. Il a lentement évolué, forgé par des Noirs ET par des Blancs. Le rhythm & blues et la musique « hillbilly » (country & western) connurent un développement parallèle et se tournèrent tous deux vers le rock au même moment. Des chanteurs noirs adaptaient les succès de la musique country et des musiciens blancs en firent autant pour le blues et le rhythm and blues. Wynonie Harris reprit par exemple Bloodshot Eyes de Hank Penny. Les morceaux Rootie Tootie ou Move It On Over, d'Hank Williams (1947), auraient tout aussi bien pu s'appeler du rock'n'roll. Tout comme le Good Rockin' Tonight de Roy Brown (1948), le Chicken Shack Boogie d'Amos Milburn (1949) ou Rockin' With Red de Piano Red (1951), pour ne citer que ceux-là. Fats Domino, qui commença sa carrière en 1949 (The Fat Man), déclarait lui-même avoir toujours joué la même musique, quel que soit le nom qu'on lui donnât.

## Les biographies
| - Jesse Stone - Big Joe Turner - Nat King Cole - Louis Jordan - Wynonie Harris - Charles Brown - Ella Mae Morse | - Cecil Gant - Amos Milburn - Roy Brown - Louis Prima - Ming & Ling - The Treniers - Stick McGhee | - Bill Haley - Roy Hall - Hardrock Gunter - Merrill Moore - Skeets McDonald - The Clovers - The Dominoes | - Jackie Brenston - The Midnighters - Jimmie Logsdon - Screamin' Jay Hawkins - Wanda Jackson - Johnny Ace - Esau Smith |